# Aleksandrovo-Gajskij rajon
L'Aleksandrovo-Gajskij rajon (in russo Александрово-Гайский район?) è un rajon dell'Oblast' di Saratov, nella Russia europea. Istituito nel 1935 e poi riformato nel 1973, il suo capoluogo è Aleksandrov Gaj.